# Bosmanovo pravidlo
Takzvané Bosmanovo pravidlo je označení pro rozhodnutí Evropského soudního dvora z roku 1995 v případech belgického fotbalisty Jean-Marca Bosmana týkajících se svobody pohybu zaměstnanců, svobody sdružování a zásady přímého účinku článku 39 (dříve 48) evropské dohody. Mělo přímý dopad na přestupy fotbalistů v Evropské unii.
Pravidlo vzniklo na základě tří oddělených případů, všechny se týkaly Bosmana.
- Union royale belge des sociétés de football association ASBL (Belgická fotbalová asociace) versus Jean-Marc Bosman,
- Royal club liégeois SA (RFC de Liège) versus Jean-Marc Bosman a ostatní
- Union des associations européennes de football (UEFA) versus Jean-Marc Bosman.

## Případ
Jean-Marc Bosman byl hráčem belgického klubu RFC de Liège. V roce 1990 o něj projevil zájem francouzský klub USL Dunkerque, hráči mezitím vypršela smlouva s RFC. V té době bylo v evropském fotbale běžné (ne všude), že zájemci (kluby) museli platit finanční částky pro získání hráče tomu klubu, se kterým měl hráč kontrakt, i když ten mu už vypršel.
USL Dunkerque nenabídl částku dle představ RFC de Liège, a ten ho odmítl uvolnit. Bosman se cítil poškozený a obrátil se na evropský soud. Soud se táhl pět let a nakonec mu dal za pravdu.

## Dopad
Od prosince 1995 jsou v zemích Evropské unie fotbalisté bráni jako zaměstnanci, kterým po skončení smlouvy nesmí býti bráněno v odchodu. Kluby nemají nárok po skončení smlouvy na žádnou finanční kompenzaci a hráči tak mohou odejít kamkoli zadarmo. Navíc se fotbalista může předběžně dohodnout na přestupu s novým klubem již 6 měsíců před skončením platné smlouvy. Po skončení smlouvy pak přestoupí jako volný hráč (čili zadarmo) do nového klubu.
Toto je v současnosti běžná věc, takto se dohodl na smlouvě s novým celkem např. nejlepší kanonýr německé fotbalové Bundesligy 2013/14, Polák Robert Lewandowski s FC Bayern Mnichov v době, kdy mu ještě běžel kontrakt s klubem Borussia Dortmund. Smlouvu s Bayernem podepsal v lednu 2014, zbytek sezóny 2013/14 dohrál v Borussii a v létě odešel do týmu rivala, do Bayernu. Tento stav může zavdávat i k různým kuriózním situacím, kdy hráč nastoupí např. ve finále některé soutěže proti svému budoucímu klubu, se kterým je již domluven na nové smlouvě.

## Kritika
Některým fotbalovým činovníkům Bosmanovo pravidlo vadí a kritizují jej. Učinil tak v např. v roce 2003 šéf Německého fotbalového svazu Gerhard Mayer-Vorfelder, v roce 2010 trenér anglického Blackpool FC Ian Holloway a trenér Arsenalu Arsène Wenger.

## Situace v České republice
V ČR je Bosmanovo pravidlo respektováno a hráč po konci profesionální smlouvy může bezplatně přestoupit do jiného klubu v ČR i v zahraničí.
Obdobný systém tabulkového odstupného funguje i v českém ledním hokeji.